# Le Second Coup de gong (nouvelle)
Pour le recueil, voir Le Second Coup de gong.
Le Second Coup de gong (The Second Gong) est une nouvelle policière d'Agatha Christie mettant en scène le détective belge Hercule Poirot.
Initialement publiée en juin 1932 dans la revue Ladies' Home Journal aux États-Unis, cette nouvelle a été reprise en recueil en 1948 dans The Witness for the Prosecution and Other Stories aux États-Unis. Elle a été publiée pour la première fois en France dans le recueil Le Second Coup de gong en 2001.
Cette nouvelle a été développée par la suite plus longuement dans la nouvelle Le Miroir du mort (Dead Man's Mirror), publiée en recueil en 1937.

## Publications
Avant la publication dans un recueil, la nouvelle avait fait l'objet de publications dans des revues :
- en juin 1932, aux États-Unis, dans le no 6 (vol. 49) de la revue Ladies' Home Journal[1],[2] ;
- en juillet 1932, au Royaume-Uni, dans le no 499 de la revue The Strand Magazine[1].

La nouvelle a ensuite fait partie de nombreux recueils :
- en 1948, aux États-Unis, dans The Witness for the Prosecution and Other Stories[1] (avec 10 autres nouvelles) ;
- en 1991, au Royaume-Uni, dans Problem at Pollensa Bay and Other Stories[1] (avec 7 autres nouvelles) ;
- en 2001, en France, dans Le Second Coup de gong (adaptation du recueil de 1991).